# أي سي دي سي
أي سي دي سي (بالإنجليزية: ACDSee)‏ هو برنامج وتطبيق لمونتاج وتعديل الصور متوفر لأنظمة ويندوز و ماك أو أس و آي أو إس. تم تطوير البرنامج من قبل شركة أي سي دي سستمس وتم عرض أول نسخة له في سنة 1994. في سنة 2012 تم إصدار نسخة مجانية له. يعتبر من أفضل برامج تعديل الصور حسب أراء عدة خبراء بتعديل الصور.

## وصلات خارجية
- الموقع الرسمي